# 가와우치역 (미야기현)
가와우치역(일본어: 川内駅)은 일본 미야기현 센다이시 아오바구 가와우치에 있는 센다이 시 지하철 도자이 선의 역이다. 역 번호는 T 03이다. 부역명은 "도호쿠 대학 가와우치 캠퍼스 앞"이다.

## 역사
- 2000년 10월: 역명(가칭) 공표.
- 2009년: 착공.
- 2013년 12월 24일: 역명 공식 발표.
- 2015년 12월 6일: 영업 개시.

## 역 구조
섬식 승강장 1면 2선의 구조로 지하 3층에 있다.

### 타는 곳
| 1 | ■ 도자이 선 |  | 센다이・아라이 방면     |  |
| 2 | ■ 도자이 선 |  | 야기야마도부쓰코엔 방면 |  |

## 출구 안내
기타1, 미나미1,2의 총 3곳이다.

### 기타1 출입구
- 가와우치 정구장
- 미야기 현립 미술관
- 가메오카 하치만구
- 가와우치 모토하세쿠라
- 가와우치 가메오카초
- 가와우치야마야시키
- 가와우치 가메오카키타우라초
- 가와우치산주닌초

### 미나미1 출입구
- 도호쿠 대학 가와우치 캠퍼스
  - 국제 문화 연구소
  - 동북아 연구 센터
  - 고도 교양 교육・학생 지원 기구

### 미나미2 출입구
- 도호쿠 대학 가와우치 캠퍼스
  - 멀티 미디어 교육 연구동 (교육 정보 기반 센터)
  - 강의동
  - 교육·학생 종합 지원 센터
  - 부속 도서관
  - 문학 연구과・문학부
  - 교육학 연구과・교육 학부
  - 법학 연구과・법학부
  - 경제학 연구과・경제 학부
  - 교육 정보학 연구부 교육부
  - 가와하기 홀
  - 도호쿠 대학 식물원

## 역 주변
- 도호쿠 대학
  - 가와키타 캠퍼스
  - 가와우치미나미 캠퍼스
- 미야기 현립 미술관
- 미야기 현 센다이 제2고등학교
- 센다이 가와우치 우체국

## 같이 보기
- 가와우치역 (이와테현)

| 센다이 시 지하철 ■ 도자이 선            | 센다이 시 지하철 ■ 도자이 선 | 센다이 시 지하철 ■ 도자이 선 |
| --------------------------------------- | ---------------------------- | ---------------------------- |
| T 02 아오바야마 야기야마도부쓰코엔 방면 |                              | 국제센터 T 04 아라이 방면    |